# Loudoun United
Der Loudoun United Football Club, kurz Loudoun United, ist Franchise der USL Championship aus Leesburg im Loudoun County in Virginia.

## Geschichte
Am 18. Juli 2018 wurde Loudoun United offiziell als neues Franchise der USL Championship vorgestellt. Eigentümer dieser Mannschaft ist das Major-League-Soccer-Franchise D.C. United aus Washington, D.C. und ersetzt somit auch die Richmond Kickers als USLC-Partnerverein.
Zur Saison 2023 sollte das Franchise in die MLS Next Pro wechseln. Im August 2022 wurde bekannt, dass Loudoun United in der USL Championship bleiben werde. Im Februar 2023 wurden die Hauptanteile an Attain Sports and Entertainment verkauft. Somit ist Loudoun United kein Farmteam mehr und darf seither am Lamar Hunt U.S. Open Cup teilnehmen.

## Stadion
Im Oktober 2018 wurde mit den Bauarbeiten für ein neues Stadion begonnen. Das Segra Field wurde im August 2019 eröffnet. Bis dahin spielte die Mannschaft im Audi Field in Washington, D.C.